# Atyriodes jalapae
Atyriodes jalapae är en fjärilsart som beskrevs av William Schaus 1890. Atyriodes jalapae ingår i släktet Atyriodes och familjen mätare. Inga underarter finns listade i Catalogue of Life.